# Fußball-Club St. Pauli von 1910 1976-1977
Questa voce raccoglie le informazioni riguardanti il Fußball-Club St. Pauli von 1910 nelle competizioni ufficiali della stagione 1976-1977.

## Stagione
Nella stagione 1976-1977 il St. Pauli, allenato da Diethelm Ferner, concluse il campionato di 2. Bundesliga al 1º posto. In Coppa di Germania il St. Pauli fu eliminato al secondo turno dal Bayer Leverkusen.

## Rosa
| N. |                     | Ruolo | Calciatore        |
| -- | ------------------- | ----- | ----------------- |
|    | Germania (bandiera) | P     | Reinhard Rietzke  |
|    | Germania (bandiera) | P     | Jürgen Rynio      |
|    | Germania (bandiera) | D     | Jens-Peter Box    |
|    | Germania (bandiera) | D     | Dietmar Demuth    |
|    | Germania (bandiera) | D     | Gino Ferrin       |
|    | Germania (bandiera) | D     | Walter Frosch     |
|    | Germania (bandiera) | C     | Rolf Höfert       |
|    | Germania (bandiera) | C     | Siegmund Malek    |
|    | Germania (bandiera) | C     | Manfred Mannebach |
|    | Germania (bandiera) | C     | Lazar Mutapdzija  |

| N. |                      | Ruolo | Calciatore         |
| -- | -------------------- | ----- | ------------------ |
|    | Germania (bandiera)  | C     | Walter Oswald      |
|    | Germania (bandiera)  | C     | Butje Rosenfeld    |
|    | Germania (bandiera)  | C     | Dieter Schiller    |
|    | Danimarca (bandiera) | C     | Niels Tune-Hansen  |
|    | Germania (bandiera)  | A     | Horst Feilzer      |
|    | Germania (bandiera)  | A     | Franz Gerber       |
|    | Germania (bandiera)  | A     | Wolfgang Kulka     |
|    | Germania (bandiera)  | A     | Siegmund Marsollek |
|    | Germania (bandiera)  | A     | Horst Neumann      |
|    | Danimarca (bandiera) | A     | Søren Skov         |

## Organigramma societario
Area tecnica
- Allenatore: Diethelm Ferner
- Allenatore in seconda:
- Preparatore dei portieri:
- Preparatori atletici:

## Calciomercato

### Sessione estiva
| Acquisti | Acquisti          | Acquisti        | Acquisti |
| R.       | Nome              | da              | Modalità |
| -------- | ----------------- | --------------- | -------- |
| A        | Horst Feilzer     | TuS Mayen       |          |
| D        | Walter Frosch     | Kaiserslautern  |          |
| A        | Franz Gerber      | Wuppertal       |          |
| C        | Walter Oswald     | Gütersloh       |          |
| P        | Jürgen Rynio      | Rot-Weiss Essen |          |
| C        | Niels Tune-Hansen | Holbæk          |          |

| Cessioni | Cessioni        | Cessioni           | Cessioni |
| R.       | Nome            | a                  | Modalità |
| -------- | --------------- | ------------------ | -------- |
| C        | Wolfgang Kampf  | Barmbek-Uhlenhorst |          |
| A        | Johnny Petersen | AB Gladsaxe        |          |

### Sessione invernale
| Acquisti | Acquisti | Acquisti | Acquisti |
| R.       | Nome     | da       | Modalità |
| -------- | -------- | -------- | -------- |

| Cessioni | Cessioni | Cessioni | Cessioni |
| R.       | Nome     | a        | Modalità |
| -------- | -------- | -------- | -------- |

## Risultati

### 2. Bundesliga

#### Girone di andata
| Arbitro: | Kohnen |

|           |           |  |
| Budde 44’ | Marcatori |  |

| Arbitro: | Eggert |

|                |           |              |
| Tune-Hansen 2’ | Marcatori | 23’ Hollasch |

| Arbitro: | Burgers |

|                |           |            |
| Milasincic 37’ | Marcatori | 88’ Oswald |

| Arbitro: | Wahmann |

|                                                 |           |                                  |
| Marsollek 32’ Gerber 43’ (rig.) Tune-Hansen 52’ | Marcatori | 4’ Koch 62’ Schock 68’ Genschick |

| Essen 5 settembre 1976 5ª giornata | Schwarz-Weiß Essen | 0 – 0 referto | St. Pauli | Grugastadion (6 000 spett.)\| Arbitro: \| Teichert \| |
| Arbitro:                           | Teichert           |               |           |                                                       |

| Arbitro: | Horstmann |

|                                |           |          |
| Frosch 53’ Skov 63’ Gerber 74’ | Marcatori | 65’ Kehr |

| Arbitro: | Redelfs |

|          |           |  |
| Pohl 75’ | Marcatori |  |

| Arbitro: | Zuchantke |

|                                     |           |            |
| Skov 42’ Höfert 55’ Tune-Hansen 77’ | Marcatori | 59’ Wallek |

| Arbitro: | Zittrich |

|               |           |          |
| Kentschke 26’ | Marcatori | 42’ Skov |

| Arbitro: | Gremmler |

|                         |           |            |
| Gerber 7’ Mannebach 61’ | Marcatori | 72’ Linßen |

| Arbitro: | Brückner |

|                           |           |  |
| Ochmann 10’ Kuczinski 40’ | Marcatori |  |

| Arbitro: | Barnick |

|                                 |           |              |
| Oswald 17’, 56’, 72’ Gerber 61’ | Marcatori | 24’ Bebensee |

| Arbitro: | Schön |

|                                    |           |  |
| Höfert 4’ Gerber 39’, 67’ Skov 63’ | Marcatori |  |

| Arbitro: | Glasneck |

|            |           |                 |
| Wunder 56’ | Marcatori | 82’, 90’ Gerber |

| Arbitro: | Gabriel |

|                                               |           |  |
| Gerber 18’, 83’ Tune-Hansen 28’ Mannebach 50’ | Marcatori |  |

| Arbitro: | Bartnick |

|  |           |            |
|  | Marcatori | 42’ Höfert |

| Arbitro: | Gremmler |

|                                              |           |             |
| Demuth 19’ Gerber 22’ (rig.), 64’ Oswald 80’ | Marcatori | 84’ Pallaks |

| Arbitro: | Zuchantke |

|                    |           |                          |
| Rnic 39’, 55’, 80’ | Marcatori | 13’, 45’ Skov 37’ Gerber |

| Arbitro: | Schütte |

|                          |           |                   |
| Frosch 35’, 40’ Skov 49’ | Marcatori | 50’ (aut.) Frosch |

#### Girone di ritorno
| Arbitro: | Zittrich |

|                           |           |                       |
| Tune-Hansen 9’ Gerber 18’ | Marcatori | 78’ Budde 87’ Pröpper |

| Gottinga 2 gennaio 1977 21ª giornata | Göttingen | 0 – 0 referto | St. Pauli | Jahnstadion (4 000 spett.)\| Arbitro: \| Kaiser \| |
| Arbitro:                             | Kaiser    |               |           |                                                    |

| Arbitro: | Schön |

|                 |           |                  |
| Gerber 21’, 69’ | Marcatori | 62’ van den Berg |

| Arbitro: | Hilker |

|                      |           |                       |
| Schock 5’ Hußner 39’ | Marcatori | 50’ Gerber 65’ Demuth |

| Amburgo 30 gennaio 1977 24ª giornata | St. Pauli | 0 – 0 referto | Schwarz-Weiß Essen | Wilhelm-Koch-Stadion (14 000 spett.)\| Arbitro: \| Brückner \| |
| Arbitro:                             | Brückner  |               |                    |                                                                |

| Arbitro: | Bartnick |

|           |           |            |
| Fagot 63’ | Marcatori | 26’ Oswald |

| Arbitro: | Horstmann |

|                                       |           |                           |
| Gerber 34’ Berg 38’ (aut.) Demuth 59’ | Marcatori | 53’ Eilenfeldt 89’ Erhart |

| Arbitro: | Bartnick |

|                |           |                       |
| Dudda 45’, 58’ | Marcatori | 82’ Frosch 90’ Demuth |

| Arbitro: | Hanschke |

|                           |           |  |
| Frosch 9’ Gerber 37’, 73’ | Marcatori |  |

| Colonia 12 marzo 1977 29ª giornata | Fortuna Colonia | 0 – 0 referto | St. Pauli | Müngersdorfer Stadion (2 500 spett.)\| Arbitro: \| Gathmann \| |
| Arbitro:                           | Gathmann        |               |           |                                                                |

| Arbitro: | Zuchantke |

|                           |           |                      |
| Gerber 12’, 43’, 51’, 86’ | Marcatori | 32’ Bals 57’ Ochmann |

| Hannover 26 marzo 1977 31ª giornata | Arminia Hannover | 0 – 0 referto | St. Pauli | Stadion am Bischofsholer Damm (12 000 spett.)\| Arbitro: \| Meijerink \| |
| Arbitro:                            | Meijerink        |               |           |                                                                          |

| Münster 1º aprile 1977 32ª giornata | Preußen Münster | 0 – 0 referto | St. Pauli | Preußenstadion (3 000 spett.)\| Arbitro: \| Roth \| |
| Arbitro:                            | Roth            |               |           |                                                     |

| Arbitro: | Jensen |

|                          |           |  |
| Mannebach 10’ Gerber 57’ | Marcatori |  |

| Arbitro: | Zittrich |

|                          |           |                                                          |
| Bachorz 69’ Schulitz 89’ | Marcatori | 15’ (aut.) Klee 75’ Frosch 79’ Mannebach 88’ Tune-Hansen |

| Arbitro: | Redelfs |

|                 |           |  |
| Tune-Hansen 72’ | Marcatori |  |

| Arbitro: | Schön |

|  |           |                 |
|  | Marcatori | 30’ Tune-Hansen |

| Arbitro: | Winkler |

|                   |           |          |
| Höfert 87’ (rig.) | Marcatori | 53’ Lehr |

| Arbitro: | Gremmler |

|            |           |                 |
| Fischer 2’ | Marcatori | 56’, 81’ Gerber |

### Coppa di Germania
| Arbitro: | Halfter |

|               |           |                                                                            |
| Szymansky 83’ | Marcatori | 21’ Tune-Hansen 29’ Demuth 45’ Gerber 57’ (rig.), 81’ Höfert 72’ Marsollek |

| Arbitro: | Linn |

|                                       |           |          |
| Herzog 78’ Surbach 114’ Schonert 118’ | Marcatori | 64’ Skov |

## Statistiche

### Statistiche di squadra
| Competizione      | Punti | In casa | In casa | In casa | In casa | In casa | In casa | In trasferta | In trasferta | In trasferta | In trasferta | In trasferta | In trasferta | Totale | Totale | Totale | Totale | Totale | Totale | DR  |
| Competizione      | Punti | G       | V       | N       | P       | Gf      | Gs      | G            | V            | N            | P            | Gf           | Gs           | G      | V      | N      | P      | Gf     | Gs     | DR  |
| ----------------- | ----- | ------- | ------- | ------- | ------- | ------- | ------- | ------------ | ------------ | ------------ | ------------ | ------------ | ------------ | ------ | ------ | ------ | ------ | ------ | ------ | --- |
| 2. Bundesliga     | 54    | 19      | 14      | 5       | 0       | 49      | 18      | 19           | 5            | 11           | 3            | 20           | 18           | 38     | 19     | 16     | 3      | 69     | 36     | +33 |
| Coppa di Germania | -     | 0       | 0       | 0       | 0       | 0       | 0       | 2            | 1            | 0            | 1            | 7            | 4            | 2      | 1      | 0      | 1      | 7      | 4      | +3  |
| Totale            | 54    | 19      | 14      | 5       | 0       | 49      | 18      | 21           | 6            | 11           | 4            | 27           | 22           | 40     | 20     | 16     | 4      | 76     | 40     | +36 |

### Andamento in campionato
| Giornata  | 1  | 2  | 3  | 4  | 5  | 6  | 7  | 8  | 9  | 10 | 11 | 12 | 13 | 14 | 15 | 16 | 17 | 18 | 19 | 20 | 21 | 22 | 23 | 24 | 25 | 26 | 27 | 28 | 29 | 30 | 31 | 32 | 33 | 34 | 35 | 36 | 37 | 38 |
| --------- | -- | -- | -- | -- | -- | -- | -- | -- | -- | -- | -- | -- | -- | -- | -- | -- | -- | -- | -- | -- | -- | -- | -- | -- | -- | -- | -- | -- | -- | -- | -- | -- | -- | -- | -- | -- | -- | -- |
| Luogo     | T  | C  | T  | C  | T  | C  | T  | C  | T  | C  | T  | C  | C  | T  | C  | T  | C  | T  | C  | C  | T  | C  | T  | C  | T  | C  | T  | C  | T  | C  | T  | T  | C  | T  | C  | T  | C  | T  |
| Risultato | P  | N  | N  | N  | N  | V  | P  | V  | N  | V  | P  | V  | V  | V  | V  | V  | V  | N  | V  | N  | N  | V  | N  | N  | N  | V  | N  | V  | N  | V  | N  | N  | V  | V  | V  | V  | N  | V  |
| Posizione | 16 | 15 | 15 | 15 | 15 | 11 | 13 | 11 | 10 | 10 | 11 | 8  | 8  | 6  | 3  | 3  | 3  | 3  | 2  | 2  | 2  | 2  | 2  | 2  | 2  | 2  | 2  | 1  | 1  | 1  | 1  | 1  | 1  | 1  | 1  | 1  | 1  | 1  |

Legenda:

Luogo: C = Casa; T = Trasferta. Risultato: V = Vittoria; N = Pareggio; P = Sconfitta.

### Statistiche dei giocatori
| Giocatore      | 2. Bundesliga | 2. Bundesliga | 2. Bundesliga | 2. Bundesliga | Coppa di Germania | Coppa di Germania | Coppa di Germania | Coppa di Germania | Totale   | Totale | Totale      | Totale     |
| Giocatore      | Presenze      | Reti          | Ammonizioni   | Espulsioni    | Presenze          | Reti              | Ammonizioni       | Espulsioni        | Presenze | Reti   | Ammonizioni | Espulsioni |
| -------------- | ------------- | ------------- | ------------- | ------------- | ----------------- | ----------------- | ----------------- | ----------------- | -------- | ------ | ----------- | ---------- |
| J. Box         | 13            | 0             | 1             | 0             | 2                 | 0                 | 0                 | 0                 | 15       | 0      | 1           | 0          |
| D. Demuth      | 38            | 4             | 5             | 0             | 2                 | 1                 | 0                 | 0                 | 40       | 5      | 5           | 0          |
| H. Feilzer     | 0             | 0             | 0             | 0             | 0                 | 0                 | 0                 | 0                 | 0        | 0      | 0           | 0          |
| G. Ferrin      | 26            | 0             | 4             | 0             | 1                 | 0                 | 1                 | 0                 | 27       | 0      | 5           | 0          |
| W. Frosch      | 36            | 6             | 11            | 0             | 2                 | 0                 | 0                 | 0                 | 38       | 6      | 11          | 0          |
| F. Gerber      | 38            | 27            | 2             | 0             | 2                 | 1                 | 1                 | 0                 | 40       | 28     | 3           | 0          |
| R. Höfert      | 37            | 4             | 1             | 0             | 2                 | 2                 | 1                 | 0                 | 39       | 6      | 2           | 0          |
| W. Kulka       | 23            | 0             | 0             | 0             | 1                 | 0                 | 0                 | 0                 | 24       | 0      | 0           | 0          |
| S. Malek       | 0             | 0             | 0             | 0             | 0                 | 0                 | 0                 | 0                 | 0        | 0      | 0           | 0          |
| M. Mannebach   | 33            | 4             | 1             | 0             | 1                 | 0                 | 0                 | 0                 | 34       | 4      | 1           | 0          |
| S. Marsollek   | 9             | 1             | 1             | 0             | 1                 | 1                 | 0                 | 0                 | 10       | 2      | 1           | 0          |
| L. Mutapdzija  | 6             | 0             | 0             | 0             | 0                 | 0                 | 0                 | 0                 | 6        | 0      | 0           | 0          |
| H. Neumann     | 26            | 0             | 1             | 0             | 0                 | 0                 | 0                 | 0                 | 26       | 0      | 1           | 0          |
| W. Oswald      | 38            | 6             | 2             | 0             | 2                 | 0                 | 0                 | 0                 | 40       | 6      | 2           | 0          |
| R. Rietzke     | 3             | 0             | 0             | 0             | 0                 | 0                 | 0                 | 0                 | 3        | 0      | 0           | 0          |
| B. Rosenfeld   | 25            | 0             | 1             | 0             | 1                 | 0                 | 0                 | 0                 | 26       | 0      | 1           | 0          |
| J. Rynio       | 36            | 0             | 0             | 0             | 2                 | 0                 | 0                 | 0                 | 38       | 0      | 0           | 0          |
| D. Schiller    | 22            | 0             | 1             | 0             | 1                 | 0                 | 0                 | 0                 | 23       | 0      | 1           | 0          |
| S. Skov        | 34            | 7             | 5             | 0             | 2                 | 1                 | 0                 | 0                 | 36       | 8      | 5           | 0          |
| N. Tune-Hansen | 38            | 8             | 1             | 0             | 2                 | 1                 | 0                 | 0                 | 40       | 9      | 1           | 0          |